# Episodi di Rock Lee no seishun full-power ninden
Questa è una lista degli episodi della serie televisiva anime Naruto SD: Rock Lee no Seishun Full-Power Ninden, spin-off della serie manga e anime Naruto incentrato sul personaggio di Rock Lee.
La serie fu annunciata nel febbraio 2012 da Shūeisha e nella stessa occasione si confermò la messa in onda della serie per il mese di aprile dello stesso anno. L'anime, prodotto da Pierrot e diretto da Masahiko Murata, ha debuttato su TV Tokyo il 3 aprile 2012, prendendo il posto della serie anime Bleach conclusasi la settimana precedente. La serie conta di un intero anno di programmazione televisiva, per un totale di 51 episodi prodotti e trasmessi, l'ultimo dei quali è andato in onda il 26 marzo 2013. La serie è in corso di pubblicazione in DVD in Giappone con tre episodi a disco. Il primo DVD è stato pubblicato il 18 luglio 2012 e contiene gli episodi da 1 a 3.
Negli Stati Uniti la webTV Crunchyroll ha trasmesso simultaneamente in streaming gli episodi della serie con il titolo Rock Lee & His Ninja Pals.
Sei brani sono stati utilizzati come sigle per questa serie televisiva, due come sigla di apertura e quattro come sigla di chiusura. La prima sigla di apertura è Give Lee Give Lee Rock Lee di Animetal USA e Hironobu Kageyama ed è utilizzata per gli episodi da 1 a 26, mentre la seconda è Love Song di OKAMOTO'S, utilizzata per gli episodi dal 27 al 51. La prima sigla di chiusura è Twinkle Twinkle del gruppo sudcoreano Secret ed è utilizzata per i primi 13 episodi. La seconda sigla di chiusura è Go! Go! Here We Go! Rock Lee di Shiritsu Ebisu chūgaku ed è utilizzata per gli episodi dal 14 al 26. La terza sigla di chiusura è Daijoubu Bokura, interpretata da RAM WIRE ed utilizzata per gli episodi dal 27 al 39. La quarta sigla di chiusura è intitolata Icha Icha Chu Chu Kyappi Kyappi Love Love Suri Suri Doki Doki, è interpretata da HAPPY BIRTHDAY ed è utilizzata per gli episodi dal 40 al 51.

## Lista episodi
| Nº | Titolo italiano (traduzione letterale) Giapponese 「Kanji」 - Rōmaji | In onda           | In onda |
| Nº | Titolo italiano (traduzione letterale) Giapponese 「Kanji」 - Rōmaji | Giapponese        |         |
| 1  | Rock Lee è un ninja che non può usare il ninjutsu / Il rivale di Rock Lee è Naruto 「ロック・リーは忍術の使えない忍者です / ロック・リーのライバルはナルトです」 - Rock Lee wa ninjutsu no tsukaenai ninja desu / Rock Lee no Rival wa Naruto desu | 3 aprile 2012     |         |
| 2  | L'amore è parte della gioventù / L'amore fa impazzire entrambi 「恋もまた青春の一部なのです / 愛とはふたりで愚かになることです」 - Koi mo mata seishyuun no Ichi buta no desu / Ai to ha futari de oruka ni taru koto desu | 10 aprile 2012    |         |
| 3  | Una competizione con lo stupefacente ninja Neji / Tenten deve vincere la battaglia 「天才忍者ネジと勝負なのです / テンテンには譲れない戦いがあるのです」 - Tensai Ninjya Neji to shiyoubu na no desu / Tenten ni wa yuzurenai tatakai ga aruno desu | 17 aprile 2012    |         |
| 4  | Non è stato il maestro Gai a farlo... / Il rivale del maestro Gai è il maestro Kakashi 「それでもガイ先生はやってない…です / カカシ先生はガイ先生のライバルです」 - Sore demo Gai-sensei yatte nai...desu / Kakashi-sensei wa Gai-sensei no Ribaru desu! | 24 aprile 2012    |         |
| 5  | Insegnerò a Konohamaru a difendersi da solo / Ho risparmiato le mie mutande fortunate per le medicine 「木ノ葉丸に拳法を教えるのです / 健康診断は勝負パンツで挑みます)」 - Konohamaru ni Kenpou wo oshieru no desu / Kenkoushindan wa Shyoubu pantsu de idomimasu | 1º maggio 2012    |         |
| 6  | L'incontro degli sport di Konoha / Il calvario delle battaglie fanno parte dell'emozionante gioventù 「木ノ葉の里の大運動会です／騎馬戦は青春の醍醐味なのです」 - Konoha no sato no dai undoukai desu / Kibasen wa saishyun no daigomina no desu | 8 maggio 2012     |         |
| 7  | Orochimaru è uno Scorpione di tipo B! / Lettere d'amore e la trappola perfetta! 「大蛇丸はさそり座Ｂ型です！／ラブレターは最大の罠なのです」 - Orochimaru wa Sasori-za B-gata desu! / Raburetā wa saidai no wanana no desu | 15 maggio 2012    |         |
| 8  | Anche gli Hokage diventano calvi! / Orochimaru è ostinato! 「火影だってハゲるときはハゲるのです／大蛇丸はとってもしつこい男なのです」 - Hokage datte hagerutoki wa hageruno desu! / Orochimaru wa tottemo shitsukoii otoko nano desu! | 22 maggio 2012    |         |
| 9  | Hinata è la cugina di Neji! / Il punto debole di Hinata: Naruto! 「ヒナタはネジのいとこなのです／ヒナタの弱点はナルトです」 - Hinata wa Neji no itokona no desu / Hinata no jakuten wa Naruto desu | 29 maggio 2012    |         |
| 10 | Il lavoro di squadra simboleggia la giovinezza! / Il colpevole è in mezzo a noi 「チームワークこそ青春の証です／犯人はこの中にいる！です!」 - Chīmuwāku koso seishun no akashi desu / Han'nin wa kono naka ni iru! Desu! | 5 giugno 2012     |         |
| 11 | Gita nella vecchia capitale! / Le stanze delle ragazze e le scatole di caramelle 「古都といえば、修学旅行です! / 女子の部屋と書いてお菓子箱です」 - Futo to iebai, shūgakuryokō! / Joshi no heya to sho ite o kashi hako desu | 12 giugno 2012    |         |
| 12 | Uno stile di vita senza Ninjustu! / Voglio condividere l'ombrello con Sakura 「忍術禁止の体験学習なのです / サクラさんと相合傘をしたいのです」 - Ninjutsu kinshi no taiken gakushū na no desu / Sakura-san to no aiaigasa o shitai no desu | 19 giugno 2012    |         |
| 13 | Studente contro Maestro! Rock Lee Vs. Gai Maito! / Io sconfiggerò il maestro Gai 「師弟対決！ロック・リーvsマイト。ガイです / ガイ先生を超えるのです!」 - Shiteitaiketsu! Rokku Ri vs Maito Gai desu / Gai Sensei wo Koenruno desu! | 26 giugno 2012    |         |
| 14 | Puoi essere un ninja! / Morte! 「忍者人気を取い戻すのです！ / デス!」 - Ninnjya ni nenki wo toimodo suno desu! / Desu! | 3 luglio 2012     |         |
| 15 | La piscina è finalmente aperta! / Il Super Happy Orochimaru Park! 「ドキドキ ☆ プール開きです / ワクワク ♥ おろちプール園です!」 - Dokidoki ☆ Puru hiraki desu / Wakuwaku ♥ Orochi Puru Kouen desu! | 10 luglio 2012    |         |
| 16 | Il guerriero chef Triad! / È ora di abbassare il tono del maestro Gai! 「３つ巴の料理シヨーです! / ガイ先生を薄くするのです!」 - 3tsu domoeno ryouri shiyo desu / Gai sensei wo usukusuruno desu! | 17 luglio 2012    |         |
| 17 | ROAD TO GUY / La vera storia del festival del film di Konoha 「ROAD TO GUY です! / じつろく！ 木ノ葉の里の妄想映画祭です!」 - ROAD TO GUY desu! / Jitsuroku! Konoha no Sato no mousou eigasai desu! | 24 luglio 2012    |         |
| 18 | Boom! I fuochi d'artificio degli Shinobi! / Bang! Lo strano comportamento di Tenten! 「ドキッ!忍者だらけの花火大会です! / ギクッ!テンテンの様子がオカシイです!」 - Dokītsu! Ninja darake no hanabi taikai desu! / Gikūtsu! Tenten no yōsu ga okashī desu! | 31 luglio 2012    |         |
| 19 | Estate significa stile conchiglia! / Guerra di cocomeri! 「夏はやっぱり貝パンスタイルです! / スイカップを巡る激闘です!」 - Natsu wa yappari kai pansu tairu desu! / Suikappu o meguru gekitō desu! | 7 agosto 2012     |         |
| 20 | Voglio essere amico di Gaara! / L'impostore di Rock Lee attacca! 「我愛羅くんと仲良くなろう。です! / ロック・リーのニセモノ現る!です!」 - Gaara-kun to nakayoku narō, desu! / Rokku Rī no nisemono genru! Desu! | 14 agosto 2012    |         |
| 20 | Voglio essere amico di Gaara! Rock Lee incontra Gaara, dopo gli eventi dell'esame dei chunin il ninja di Konoha vuole dimostrare di essere migliorato, ma come la prenderà il Kazegake? L'impostore di Rock Lee attacca Rock Lee si rende conto che improvvisamente le persone di un villaggio iniziano ad avere paura di lui. Neji scopre che il motivo dietro a tutto ciò è che un ninja sta usando l'identità di Lee. Naruto e il giovane Hyuga mettono in atto una messinscena per far uscire allo scoperto l'impostore. Come previsto il falso Lee si mostra facendo così iniziare un duello fra quello vero e la copia che finisce con il pentimento dell'impostore. Si scopre poi che oltre a questo primo falso Lee ne esiste anche un altro. |                   |         |
| 21 | Una notte calda per un racconto agghiacciante / Le lacrime dell'Hokage non sono una decorazione 「寝苦しい夜は身も凍る怖い話です / 火影様の涙は飾りじゃないのです」 - Negurushī yoru wa mi mo kōru kowai hanashi desu / Hokage-sama no namida wa kazari janai no desu | 21 agosto 2012    |         |
| 21 | Una notte calda per un racconto agghiacciante In una giornata caldissima il maestro Gai propone a Sakura, Naruto, Konohamaru, Rock Lee, Tenten e Neji di raccontarsi delle storie del terrore per rinfrescarsi con i brividi di paura. Chi tra loro inventerà la storia più paurosa? Le lacrime dell'Hokage non sono una decorazione Rock Lee e i suoi amici decidono di investigare sul fatto che secondo la testimonianza di Naruto una notte il volto di pietra del Terzo Hogake ha versato lacrime. Dopo molte ricerche i ninja scoprono che la causa era Orochimaru che stava costruendo una base segreta all'interno del volto per attaccare la Foglia. |                   |         |
| 22 | Fare sempre il compito all'ultimo minuto! / Classe 3-Lee! Siamo la squadra Gai! 「宿題とは期限前日にやるのが基本です！ / ３ー年りーぐみ！ ガイ班です！」 - Shyukudaito wa kigen zennjitsuni yaruno gakihon desu! / 3nen ri-gumi! Gai-han desu! | 28 agosto 2012    |         |
| 22 | Fare sempre il compito all'ultimo minuto! Rock Lee e Naruto il giorno prima del rientro a scuola si rendono conto di non aver fatto i compiti delle vacanze. Vengono aiutati dai loro amici a completarli, ma nell'ultima parte, quella dove devono scrivere un diario della propria estate, si fanno scoprire dai maestri scrivendo di essersi fatti fare buona parte dei compiti dai compagni. |                   |         |
| 23 | Naruto è Lee e Lee è Naruto! / Sogno di portare il Kyūbi a fare un giro! 「ナルトがリーでリーがナルトで、です！ / 九尾くんとお散歩するのが夢です！」 - Naruto ga Ri de Ri ga Naruto, desu! / Kyuubikun to osanposuru ga yume desu! | 4 settembre 2012  |         |
| 23 | Naruto è Lee e Lee è Naruto! Naruto e Rock Lee vengono scoperti da Ino mentre stavano spiando Sakura mentre stava facendo il bagno. La ragazza del clan Yamanaka, per lo spavento, lancia erroneamente una tecnica del suo clan che scambia le anime di chi ne è colpito. Naruto e Lee dovranno intraprendere una missione con i propri compagni cercando di tenere nascosta la cosa per paura della reazione di Sakura se dovesse scoprire che i due la stavano spiando. Sogno di portare il Kyūbi a fare un giro! Durante la missione sia Lee che Naruto hanno qualche difficoltà nel tenere nascosto lo scambio di anime. La Volpe, infatti, ne approfitta per prendere il controllo del corpo di Naruto quindi i due sono costretti a confessare tutto. Ino, mentre sta annullando la tecnica per far tornare tutto alla normalità, inciampa, facendo così scambiare le anime di tutto il team Gai e Kakashi.                                      |                   |         |
| 24 | Sono l'agente di Sai! / Vincere il cuore di Tsunade! 「サイ。をプロデュースです！ / 綱手さまのハートをGETYOUです！」 - Sai.wo Purodusa desu! / Tsunade-sama no Hato wo GET YOU desu! | 11 settembre 2012 |         |
| 24 | Sono l'agente di Sai! Rock Lee e i suoi amici vanno al festival culturale di Konoha e si accorgono che Sai è più triste del solito. Lee e Naruto interpretano quell'atteggiamento come un desiderio di stare al centro dell'attenzione proprio come loro due, quindi coinvolgono anche Neji, Sakura e Tenten per cercare di risolvere il problema di Sai. Infine si scopre che in realtà la malinconia del ragazzo non era dovuta al desiderio di attenzioni, ma al pensiero delle future scocciature. Vincere il cuore di Tsunade! Per concludere il festival culturale viene organizzato il concorso per diventare Mister Konoha e vincere una cena per due in un ristorante di lusso. Partecipano Choji, Naruto, Rock Lee e Neji e lo scopo è cercare di conquistare il cuore di Tsunade facendo varie prove. |                   |         |
| 25 | Il primo amore di Gaara! / Un regalo da parte di Orochimaru! 「我愛羅くんの胸キユン☆初恋デートです / 大蛇丸からのプレゼントです」 - Gaarakun no mune kiyunn ☆ hatsukoi deto desu / Orochimaru kara no purezento desu | 18 settembre 2012 |         |
| 25 | Il primo amore di Gaara! Orochimaru va nel Villaggio della Foglia travestito da Gaara per cercare di sconfiggere definitivamente Rock Lee e i suoi amici. Non si è però accorto di aver sbagliato il kanji sulla fronte scrivendo "romantico" al posto di "amore". I ninja della Foglia, credendolo quello vero, interpretano così lo sbaglio come indicatore che il Kazekage sia innamorato di qualcuno all'interno del loro villaggio. Decidono quindi che l'amore di Gaara sia rivolto a Neji, avendolo scambiato per una donna. Un regalo da parte di Orochimaru! Fallito il primo piano, Orochimaru decide di regalare a Rock Lee, Tenten e Neji degli oggetti esplosivi che si sarebbero attivati sia se fossero stati tolti, sia alla realizzazione di una condizione diversa per ciascuno, in ogni caso difficile da rispettare. Alla fine si scopre che in realtà in ninja leggendario si era scordato di inserivi all'interno gli esplosivi. |                   |         |
| 26 | La fiamma verde schivatore☆Lee! / L'uomo-si dice di no! 「蒼い炎の逃球児・ドッジ☆リーです /ブラック企業の言いなりはコリゴリです」 - Aoi honō no tōta-Ji dojji ☆ Rī Desu / Burakku kigyō no iinari wa korigori desu | 25 settembre 2012 |         |
| 26 | La fiamma verde schivatore☆Lee! Le squadre dei vari maestri della foglia si scontrano in sfide sportive di vario tipo. Rock Lee, pur mettendocela tutta, non riesce a battere Naruto. Però, durante l'ultima prova, quella di palla prigioniera, Rock Lee riesce finalmente a battere la squadra Kakashi trovando la tecnica per evitare tutti i palloni. L'uomo-si dice di no! Kabuto si stufa di essere sempre trattato come più debole da Orochimaru, così decide di sfidarlo provando a attaccare Rock Lee e i suoi amici da solo. Sia lui che il suo maestro si ritrovano a partecipare a vari test fatti da Lee per decidere chi potrà entrare a far parte degli amici del ninja. Alla fine Kabuto e Orochimaru decidono di ritornare a fare squadra insieme. |                   |         |
| 27 | Vincere alla lotteria / Amicizia, duro lavoro e vittoria! 「まわらないお寿司初体験です！ / 友情-努力-勝利は永遠の三原則です！」 - Mawaranaio sushi hatsutaiken desu! / Yuujyou-doryouku-shyouri wa eien no sangensoku desu! | 2 ottobre 2012    |         |
| 27 | Vincere alla lotteria Tsunade, credendo di aver vinto alla lotteria decide di offrire sushi alla squadra Gai. Quando però scopre che in realtà non è vero, non sa come ritirare l'offerta senza dover fare una figuraccia come Hokage. Allora decide di provare a convincere i ragazzi ad andare a un sushi più economico con il risultato, però, in qualche modo, di spendere comunque una fortuna. Amicizia, duro lavoro e vittoria! Iruka si trova in difficoltà con il comportamento di alcuni studenti e le rispettive famiglie che sono sempre pronte a mettersi contro il maestri a favore del proprio figlio. Allora Rock Lee decide di chieder aiuto ai suoi amici per mettere su uno spettacolo che trasmetta il valore dell'amicizia. Per quanto il risultato finale sia quello desiderato, lo spettacolo degenera, arrivando all'impersonificazione dei Power Ranger.                                                                      |                   |         |
| 28 | A caccia Di funghi Matsutake / Lee e Neji si separano 「食欲の秋！マツタケ狩りに行くのです！ / リーとネジ、決別の時です！」 - Shokuyoku no aki! Matsutake kari ni iku no desu! / Rī to Neji, ketsubetsu no toki desu! | 9 ottobre 2012    |         |
| 29 | Siamo qui per ricevere Gaara! / L'ultima dieta autunnale! 「我愛羅くんを接待するのです！ / 秋のダイエット大作戦です！」 - Gaara-kun o settai suru no desu! / Aki no daietto dai sakusen desu! | 16 ottobre 2012   |         |
| 30 | Lezioni di sicurezza autunnali per shinobi! / L'arte di Deidara è sempre un'esplosione! 「秋の忍術安全運動です！ / 先輩の芸術はいつでも爆発中です！」 - Aki no ninjutsu anzen undō desu! / Senpai no geijutsu wa itsu demo bakuhatsu-chū desu! | 23 ottobre 2012   |         |
| 31 | Nulla batte la balneazione mista / Il 27 ottobre era il compleanno di Orochimaru 「温泉は混浴に限るのです！ / 10月27日は大蛇丸の誕生日！でした・・・」 - Onsen wa kon'yoku ni kagiru no desu! / 10 Tsuki 27-nichi wa Orochimaru no tanjōbi! Deshita… | 30 ottobre 2012   |         |
| 32 | Sakura è la mia infermiera / Un voto per Rock Lee 「サクラさんに看病してもらうのです！ / ロック・リーに清き一票を！です！」 - Sakura-san ni kanbyō shite morau no desu! / Rokku Rī ni kiyoki ichi-pyō o! Desu! | 6 novembre 2012   |         |
| 32 | Sakura è la mia infermiera Rock Lee e Naruto fingono di essere malati per farsi curare da Sakura. Purtroppo Ten Ten si insospettisce, così sottopone i due ninja a delle prove per capire se davvero stanno male. Pur avendo resistito a lungo, Rock Lee e Naruto vengono però scoperti. Un voto per Rock Lee Nel Villaggio della Foglia si tengono le votazioni per il personaggio più amato della serie. Rock Lee è preoccupato perché, pur essendo il protagonista, non compare nemmeno nei primi dieci e teme di poter essere sostituito. Durante il conteggio dei voti sembra che Lee stia vincendo, però poi si scopre che era solo un errore e la situazione per l'allievo di Gai rimane invariata. La votazione si conclude con la vittoria di Sasuke, non ancora tornato al Villaggio. |                   |         |
| 33 | L'energia di Gai, una storia d'amore e di capelli! / Il narratore sostituto! 「マイト・ガイ 愛と髪の日々です / ナレーションに挑戦するのです!」 - Maito Gai, ai to kami no hibi desu! / Narēshon ni chōsen suru no desu! | 13 novembre 2012  |         |
| 33 | L'energia di Gai, una storia d'amore e di capelli! Il maestro Gai usa, senza accorgersene, uno shampoo avvelenato da Orochimaru che gli causa la perdita di parte dei capelli. Il ninja si vergogna troppo a mostrarsi in questo stato in pubblico, ma non vuole nemmeno indossare una parrucca perché non gli dà lo stesso senso di gioventù. Allora i suoi allievi decidono di chiedere aiuto a Ino per animare una parrucca con la Tecnica del capovolgimento spirituale. La ragazza accetta e l'idea si dimostra ottima, però Ino non riesce più ad andare avanti così. Notando la ricrescita di capelli, Rock Lee, Ten Ten e Neji lasciano perdere la loro missione, aspettando solamente che i capelli ricrescano. |                   |         |
| 34 | Salviamo il ramen di Ichiraku! / Le vacanze servono per allenarsi! 「一楽の危機を救うのです！ / 休みの日も修行です！」 - Ichiraku no kiki o sukuu no desu! / Yasumi no hi mo shūgyō desu! | 20 novembre 2012  |         |
| 35 | Prendersi cura degli animali è un duro lavoro / Urla contro Naruto 「いきもののお世話は大変なのです / ナルトにほえろ！です」 - Iki mono no osewa wa taihen'na no desu / Naruto ni hoero! Desu | 27 novembre 2012  |         |
| 36 | Tenten vs. Temari! / Orochimaru in cerca d'amore 「テンテンvsテマリです！ / 大蛇丸の婚活です！」 - Tenten tai Temari desu! / Orochimaru no kon katsu desu! | 4 dicembre 2012   |         |
| 37 | Il maestro Gai è il nostro nuovo hokage! / Q.I. 200 punti: troppi problemi! 「ガイ先生が火影さまなのです！ / IQ200はめんどくさいのです」 - Gai sensei ga hokage-samana no desu! / IQ 200 wa mendokusai no desu | 11 dicembre 2012  |         |
| 38 | Infiltrati nel nascondiglio dell'akatsuki! / Un disperato piano di fuga! 「暁のアジトに潜入です！ / 決死の脱出大作戦です！」 - Akatsuki no ajito ni sen'nyū desu! / Kesshi no dasshutsu dai sakusen desu! | 18 dicembre 2012  |         |
| 39 | Il Natale è l'ultima opportunità d'amore / Pulire è un modo per lavar via il passato! 「クリスマスは恋の最終決戦です！ / 大掃除は一年間の後悔と恥を洗い流すことです！」 - Kurisumasu wa koi no saishū kessen desu! / Daisōji wa ichinenkan no kōkai to haji o arainagasu koto desu! | 25 dicembre 2012  |         |
| 40 | Clausola di salvaguardia dell'anno nuovo! / Naruto sotto sorveglianza! 「お正月からメンツをかけた人生すごろくです！ / ナルトを見極めるのです！」 - Oshōgatsu kara mentsu o kaketa jinsei sugo ro ku desu! / Naruto o mikiwameru no desu! | 8 gennaio 2013    |         |
| 41 | Un incubo senza fine! / Un robot dal futuro 「終わらない悪夢なのです / 未来から来たカラクリです！」 - Owaranai akumu nano desu / Mirai kara kita araiguma Karakuri desu! | 15 gennaio 2013   |         |
| 42 | Shino ama gli insetti! / Tenten combatte la battaglia di una fanciulla 「虫愛づるシノ、です / テンテン、乙女の戦場で炎上です！」 - Mushi ai dzuru Shino, desu / Tenten, otome no senjō de enjō desu! | 22 gennaio 2013   |         |
| 43 | 17 notti di nascondiglio / Pulire il bagno pulisce l'anima 「存在感を消したい17の夜です / トイレ掃除は心も綺麗にするのです！」 - Sonzai-kan o keshitai jū-nana no yoru desu / Toire sōji wa kokoro mo kireinisuru no desu! | 29 gennaio 2013   |         |
| 44 | In seguito lo staff andrà a mangiare fagioli / Il Raikage è sotto attacco 「撒いた豆は後でスタッフが美味しく頂いたのです！ / 狙われた雷影さまです！」 - Maita mame wa atode Sutaffu ga oishiku itadaita no desu! / Nerawareta Raikage-sama desu! | 5 febbraio 2013   |         |
| 45 | Un fiammeggiante concorso di sculture di ghiaccio! / La guerra chiamata san Valentino! 「熱くて熱い雪像コンテストです！ / 男の戦場はバレンタインです！」 - Yuki no chōkoku kyōsō ga hageshī desu / Barentaindē to yoba reru senjō desu! | 12 febbraio 2013  |         |
| 46 | Il Sannin leggendario: Jiraya! / Infiltrazione nel bagno delle donne! 「伝説の三忍、自来也さまです！ / いざ、女湯に突入です！」 - Densetsu no San'nin, Jiraiya-sama desu! / Iza, On'nayu ni totsunyū desu! | 19 febbraio 2013  |         |
| 47 | Il cane ha bisogno di un cane amico / Il ninja che stavi aspettando! 「犬の友だちは犬なのです / ついにあの忍がやってきたのです！」 - Inu no tomodachi wa Inu nano desu / Tuini ano Shinobi ga yattekita no desu! | 26 febbraio 2013  |         |
| 48 | Yamato ottiene una missione! / Il Villaggio della foglia dei morti! 「いよいよヤマト隊長が任務に登場です / 木ノ葉・オブ・ザ・デッドです！」 - Iyoiyo Yamato-taichō ga Ninmu ni Tōjō Desu / Konoha obu za Deddo desu! | 5 marzo 2013      |         |
| 49 | L'alleanza per distruggere la giornata bianca. / Prendersi cura delle bambole! 「ホワイトデー撲滅同盟なのです！ / おひな様を片付けるのです！」 - Howaitodē bokumetsu dōmei na no desu! / O Hina-sama o katadzukeru no desu! | 12 marzo 2013     |         |
| 50 | Prendersi cura del maestro Gai! / L'intervista di nozze della signorina Tsunade! 「ガイ先生をお世話するのです！ / 綱手さまのお見合いです！」 - Gai-sensei no sewa o suru nodesu! Tsunade-sama no omiai desu! | 19 marzo 2013     |         |
| 51 | La battaglia finale! / La nostra ultima missione è di livello S! 「最期の戦い！/ 最後の任務はＳランク級です！」 - Saigo no Tatakai!! / Saigo no misshon wa Esu ranku-kyū desu! | 26 marzo 2013     |         |